# Keita Shibata
Keita Shibata ( 1877 - 1949 ) fue un botánico japonés. Trabajó académicamente en el "Instituto Botánico" de la Universidad de Tokio y plantaba soja en el patio de la casa.

## Algunas publicaciones
- Bassham, ja; n Calvin, keita Shibata. 1900. Quantum requirement in photosynthesis related to respiration. 9 pp.
- tomitarō Makino, keita Shibata. 1901. On Sasa, a new genus of Bambuseae, and its affinities. 14 pp. Reimpreso de "The botanical magazine" XV (168 ), Tokio

### Libros
- 1902. Cytologische Studien über die endotrophen Mykorrhizen (Los estudios citológicos en las micorrizas endotróficas). Ed. Gebr. Borntraeger. 684 pp.
- 1902. Experimentelle Studien über die Entwicklung des Endosperms bei Monotropa (Los estudios experimentales sobre el desarrollo del endosperma en Monotropa). Ed. Univ.-Buchdruckerei. 714 pp.
- 1931. Carbon and nitrogen assimilation. Reproducción del texto original traducido al inglés por Howard Gest & Robert K. Togasaki. Ed. Japan Science Press. Nº 5 de Iwanami kōza : Seibutsugaku. 165 pp.
- junʼichirō Shimoyama, keita Shibata. 1935. Yakuyō shokubutsugaku. Ed. Nankōdō. 333 pp.
- 1957. Shigen shokubutsu jiten. Ed. Hokuryūkan. 1126 pp.
- keita Shibata, atusi Takamiya. 1968. Papers. 445 pp.
- 1968. Huxi ji faxiao. Ed. Taiwan shangwu yinshuguan. 144 pp.
- Beiträge zur Wachstumsgeschichte der Bambusgewächse (Contribuciones a la historia del crecimiento de las plantas de bambú). 496 pp.

## Honores

### Epónimos
Género
- (Poaceae) Shibataea Makino ex T.Nakai[2]

Especies
- (Aceraceae) Acer shibatai Nakai[3]

- La abreviatura «Shibata o Shib.» se emplea para indicar a Keita Shibata como autoridad en la descripción y clasificación científica de los vegetales.[4]